# Leptostylis gamoi
Leptostylis gamoi är en kräftdjursart som beskrevs av Daniel Reyss 1972. Leptostylis gamoi ingår i släktet Leptostylis och familjen Diastylidae. Inga underarter finns listade i Catalogue of Life.